# Basquiat (filme)
Basquiat (bra: Basquiat - Traços de uma Vida) é um filme de drama biográfico americano de 1996 dirigido e co-escrito por Julian Schnabel em sua estréia na direção de longas-metragens. O filme é baseado na vida do artista pós - moderno / neo expressionista americano Jean-Michel Basquiat, nascido no Brooklyn, que usou suas raízes de grafite como base para criar pinturas sobre tela em estilo de colagem.
Jeffrey Wright interpreta Basquiat, e David Bowie interpreta o amigo e mentor de Basquiat, Andy Warhol. Membros do elenco adicionais incluem Gary Oldman como Schnabel, Michael Wincott como o poeta e crítico de arte Rene Ricard, Dennis Hopper como Bruno Bischofberger, Parker Posey como proprietária da galeria Mary Boone, Christopher Walken como o jornalista vilão e Claire Forlani, Courtney Love, Tatum O'Neal e Benicio del Toro em papéis coadjuvantes.

## Enredo
O filme é um relato levemente ficcional da vida de Basquiat. Inicialmente, um artista vivendo em uma caixa de papelão no Tompkins Square Park, ele subiu os degraus do mundo da arte de Nova York nos anos 80, graças em parte à sua associação com Andy Warhol (David Bowie), o negociante de arte Bruno Bischofberger (Dennis Hopper), o poeta e crítico René Ricard (Michael Wincott) e o colega artista Albert Milo (Gary Oldman).
Juntamente com o desenvolvimento de sua carreira artística, o filme também segue o tumultuado relacionamento de Basquiat com Gina (Claire Forlani), uma aspirante a artista que ele conhece enquanto trabalha como garçonete em um restaurante que frequenta com seu amigo Benny (Benicio del Toro). O romance deles é afetado pelo caso de Basquiat com a chamada "Big Pink" (Courtney Love), uma mulher que ele pega na rua e de seu abuso habitual de heroína. Eventualmente, Basquiat se vê isolado por sua fama, a morte de Warhol e seu uso de drogas. O filme termina com um cartão de título informando que Jean-Michel Basquiat morreu de overdose de heroína em 12 de agosto de 1988, aos 27 anos de idade.

## Elenco
- Jeffrey Wright como Jean-Michel Basquiat
- David Bowie como Andy Warhol
- Benicio del Toro como Benny Dalmau
- Dennis Hopper como Bruno Bischofberger
- Gary Oldman como Albert Milo
- Michael Wincott como René Ricard
- Claire Forlani como Gina Cardinale
- Parker Posey como Mary Boone
- Elina Löwensohn como Annina Nosei
- Paul Bartel como Henry Geldzahler
- Tatum O'Neal como Cynthia Kruger
- Christopher Walken como entrevistador
- Willem Dafoe como eletricista
- Sam Rockwell como Thug

## Produção

### Roteiro
O filme tem um roteiro de Schnabel e história de John Bowe, Michael Holman (um ex-membro do grupo de rock teatral The Tubes, conheceu Basquiat em 1979 e juntos naquele ano eles fundaram um grupo experimental / industrial / eletrônico chamado Gray) e Lech Majewski.

### A arte de Schnabel no cinema
Como diretor, Schnabel se inseriu no filme adicionando o personagem fictício Albert Milo (Gary Oldman), com quem ele se baseou. Schnabel também acrescentou aparições de sua mãe, pai e filha (como a família de Milo). O próprio Schnabel apareceu como um garçom.
Basquiat foi o primeiro longa-metragem comercial sobre um pintor feito por um pintor. Schnabel disse: 
 "Eu sei como é ser atacado como artista. Eu sei como é ser julgado como artista. Sei como é chegar como artista e ter fama e notoriedade. Sei como é ser acusado de coisas que você nunca disse ou fez. Eu sei como é ser descrito como um hype. Eu sei como é ser apreciado e degradado". 
 Basquiat morreu em 1988 por toxicidade de drogas mistas (ele estava combinando cocaína e heroína, conhecido como " speedballing"). As obras de Basquiat não tiveram permissão para ser usado no filme. Schnabel e seu assistente de estúdio Greg Bogin criaram pinturas no estilo de Basquiat para o filme.

### Elenco
Depois que o filme foi lançado, Jeffrey Wright disse que "acho que meu desempenho foi apropriado, literalmente, e a maneira como foi editado foi apropriada da mesma maneira que sua história [de Basquiat] foi apropriada e que ele foi apropriado quando ele estava vivo. [. . . ] Julian o fez parecer muito dócil e vítima demais, passivo demais e não tão perigoso quanto ele realmente era. É sobre conter Basquiat. É sobre engrandecer-se através da memória de Basquiat".
Comparando o retrato de Warhol de Bowie com outros que retrataram Warhol antes, Paul Morrissey (que dirigiu muitos filmes que Warhol produziu) disse que "Bowie era o melhor de longe. Você se afasta de Basquiat, pensando que Andy era cômico e divertido, não um pedaço de merda falso e pretensioso, que é como os outros o mostram". Ele também observou que "Bowie pelo menos conhecia Andy. Eles foram às mesmas festas". Bowie conseguiu emprestar a peruca, óculos e jaqueta de Warhol no Museu Warhol, em Pittsburgh, para o filme. O escritor Bob Colacello, que editou a revista Interview de Warhol nos anos 70 e início dos anos 80, disse que " [Crispin] Glover era o mais parecido com o [Andy de verdade] Andy, [Jared] Harris era o mais parecido com Andy, e Bowie era o mais parecido com Andy. Quando vi Bowie pela primeira vez no set, foi como se Andy tivesse ressuscitado".
Em 2018, o músico e ator Lenny Kravitz revelou em uma entrevista à V Magazine que ele havia sido solicitado pelo diretor Julian Schnabel para desempenhar o papel de Basquiat. Kravitz disse: "Olho para trás e sou como, uau, eu provavelmente deveria ter feito isso".

### Recepção critica
O filme recebeu críticas positivas dos críticos. Na revisão agregador site Rotten Tomatoes, o filme tem uma classificação de 70% com base em 27 avaliações, com uma classificação média de 6,8 / 10. O Metacritic reporta uma classificação de 65 em 100 com base em 20 críticos, indicando "revisões geralmente favoráveis".

## Música
As seguintes músicas estão em ordem de aparição no filme. 
- "Fairytale of New York" – The Pogues
- "Public Image" – Public Image Ltd.
- "Girlfriend" – The Modern Lovers
- "Suicide Mode" – Nicholas Marion Taylor
- "Suicide Hotline Mode" – Nicholas Marion Taylor
- "I'm Not in Love" – Toadies
- "Lust for Life" – Iggy Pop
- "The Nearness of You" – Keith Richards
- "Waiting on a Friend" – The Rolling Stones
- "Pixote Theme" – Electro Band
- "It's All Over Now, Baby Blue" – Them
- "You Can't Be Funky (If You Haven't Got Soul)" – Bush Tetras
- "Flamenco Sketches" – Miles Davis
- "Ko-Ko" – Charlie Parker
- "White Lines" – Melle Mel (as GrandMaster Flash Melle Mel)
- "Beast of Burden" – The Rolling Stones
- "Rise" – Tripping Daisy
- "Is That All There Is?" – Peggy Lee
- "Paris Je T'aime (Paris, Stay the Same)" – David McDermott
- "April in Paris" – Charlie Parker
- "Who Are You This Time" – Tom Waits
- "India" – The Psychedelic Furs
- "D'amor sull'ali rosee" (Il trovatore, Act 4 Sc. 1) – Renata Tebaldi
- "Tom Traubert's Blues (Four Sheets to the Wind in Copenhagen)" – Tom Waits
- "A Small Plot of Land" – David Bowie
- Symphony No. 3, Opus 36 (Symphony of Sorrowful Songs) – Henryk Górecki (London Sinfonietta)
- "Summer in Siam" – The Pogues
- "She Is Dancing" – Brian Kelly
- "Hallelujah" – John Cale
- "This Is the Last Song I'll Ever Sing" – Gavin Friday